# Colostygia vespertaria
Colostygia vespertaria là một loài bướm đêm trong họ Geometridae.